# فنسنت بينيت
فنسنت بينيت (بالإنجليزية: Vincent Bennett)‏ هو موسيقي وعازف قيثارة أمريكي، ولد في 14 يناير 1982 في سبرينغفيلد في الولايات المتحدة.